# Selfhelp
Selfhelp is een voormalig waterschap in de provincie Groningen.
Toen in het najaar van 1902 (of 1903) het voor bemaling dienend molentje omverwaaide, werd besloten dit niet te herbouwen en aansluiting te zoeken bij het buurwaterschap. Het werd ten slotte in 1905 opgeheven en bij het waterschap de Verbetering gevoegd.
Waterstaatkundig gezien ligt het gebied sinds 2000 binnen dat van het waterschap Hunze en Aa's.